# Сфорца Мария Сфорца
Сфорца Мария Сфорца (на италиански: Sforza Maria Sforza; * 18 август 1451, Виджевано, Миланско херцогство; † 29 юли 1479, Варезе Лигуре) от фамилията Сфорца, е херцог на Бари от 1464 г. и господар на Поло и Модуньо.

## Произход
Той е четвъртото дете на Франческо I Сфорца (* 1401, † 1466), херцог на Милано от 1450 г., и втората му съпруга Бианка Мария Висконти (* 1424, † 1468) – единствена дъщеря и наследница на Филипо Мария Висконти – херцог на Милано. Има петима братя и две сестри:
- Галеацо Мария (* 1444, † 1476), 5-и херцог на Милано (1466 – 1476), съпруг на Бона Савойска
- Иполита Мария (* 1445, † 1488), херцогиня на Калабрия като съпруга на Алфонсо II Арагонски, крал на Неапол
- Филипо Мария (* 1449, † 1492), граф на Корсика и на Павия, граф на Бари, съпруг на Констанца Сфорца
- Лудовико Мария „Мавъра“ (* 1451, † 1452), 7-и херцог на Милано (1494 – 1499), съпруг на Беатриче д’Есте
- Асканио Мария (* 1455, † 1505), епископ на Павия, кардинал (от 1484 г.)
- Елизабета Мария (* 1456, † 1472), маркграфиня на Монферат като съпруга на Вилхелм VIII, маркграф на Монтферат
- Отавиано Мария (* 1458, † 1477), граф на Лугано (1477).

Освен това има една полусестра от първия брак на баща му и тридесет и пет полубратя и полусестри от негови извънбрачни връзки.

## Биография
През 1464 г. кралят на Неапол Фердинандо I Неаполитански, нар. Феранте (* 1432, † 1494), му дава Херцогство Бари. През 1465 г. 14-годишният Сфорца Мария се жени за Елеонора Арагонска – дъщеря на краля и на Изабела дьо Клермон, но бракът така и не е консумиран. Както поради младата възраст на младоженеца, така и поради някои политически въпроси клаузите на брачния договор предвиждат, че бракът няма да бъде консумиран, преди на Сфорца Мария да бъде ратифицирана титлата „Херцог на Бари“, а на Елеонора да бъде даден град от Миланското херцогство.
Когато баща му умира през 1466 г., Миланското херцогство минава в ръцете на по-големия му брат Галеацо Мария Сфорца, чиято профлорентинска политика, предложена от секретаря му Чико Симонета, не се харесва на братята Сфорца. След това новият херцог ги изпраща в изгнание. При смъртта на Франческо I Сфорца крал Фердинандо I коренно променя политиката си, като влиза в конфликт с новия херцог. Галеацо не само отказва да даде друг град на Елеонора освен Тортона, но иска булката незабавно да бъде изпратена в Милано – молба, на която кралят не желае да се подчини. Сфорца Мария познава доста лошата репутация на брат си, известен като много жесток човек с необуздана похот, и затова не желае да прати Елеонора при него, страхувайки се, че Галеацо ще се отнася с нея много по-лошо от обичайното лошо третиране на собствената им майка Бианка Мария.
Неаполитанският посланик в семейство Сфорца – Турко Чинчинело предлага Елеонора да се омъжи за самия Галеацо вместо за Сфорца Мария, но Феранте не иска и да чуе и през 1472 г. анулира предложението. Въпреки силните протести на Сфорца Мария, който не иска да се откаже от булката си, Галеацо налага волята си над него и приема анулирането на брака в замяна на ново обещание за брак между сина му Джан Галеацо и племенницата на Феранте Изабела.
През есента на 1476 г., заедно с брат си Лудовико „Мавъра“, към когото е много привързан, Сфорца Мария заминава за Франция, или по собствено желание (както твърдят някои източници, включително официални декларации), или заточен с него от брат им херцог Галеацо Мария, който уж подозира някаква конспирация срещу себе си. Няколко месеца по-късно, на 26 декември 1476 г., Галеацо Мария умира убит пред портите на църква от ръцете на заговорници. След като получават новината за смъртта му, двамата братя побързват да се завърнат в Милано.
Галеацо е наследен от неговия малък син Джан Галеацо под регентството на неговата вдовица Бона Савойска. Така започва борбата за власт, в която Сфорца Мария и братята му се противопоставят на Бона Савойска и на могъщия ѝ секретар Чико Симонета. Братята Сфорца се организират военно, разчитайки на кондотиера Роберто Сансеверино – племенник на баща им Франческо Сфорца, но Бона и нейният син имат подкрепата на народа.
Победени, всички братя Сфорца (с изключение на Филипо, който не участва в борбата) са осъдени на заточение. Само по-младият Отавиано Мария Сфорца се опитва да избяга, но се удавя във водите на река Ада. След като поемат по пътя на изгнанието, тримата братя Сфорца, Лудовико и Асканио спират за няколко дена във Ферара на гости на херцог Ерколе I д’Есте в Палацо Скифаноя. Отбелязвайки това кратко посещение, летописецът от Ферара Джироламо Ферарини описва Сфорца Мария като „голям и доста дебел мъж“ в ярък контраст с брат му Лудовико, който е с „изискан и красив вид, макар и с кафяво лице“.
Сфорца Мария се укрива в Бари и заедно с Лудовико продължава да крои заговори срещу Бона Савойска, за да получи регентството на племенника си, докато Асканио предпочита да стои настрана.
С въоръжената подкрепа на краля на Неапол Фердинандо I Сфорца Мария се присъединява в Специя към брат си Лудовико, но на 29 юли 1479 г. умира на 27-годишна възраст близо до Варезе Лигуре, както се говори или от прекомерна дебелина, или от пневмония, а според други – от отравяне по заповед на секретаря Чико Симонета. Борбата е продължена само от Лудовико, който наследява титлата на херцог на Бари по заповед на Фердинандо I и в крайна сметка успява да стане херцог на Милано през 1494 г.